# 2017-es Formula–1 azeri nagydíj
Az azeri nagydíj volt a 2017-es Formula–1 világbajnokság nyolcadik futama, amelyet 2017. június 23. és június 25. között rendeztek meg a bakui Baku City Circuit-on. Ez volt az első azeri nagydíj, a 2016-ban itt rendezett versenyt európai nagydíj néven futották. A verseny 51 körös volt. A futamot számos esemény tarkította, melyet a mezőny végéről előretörő Daniel Ricciardo nyert meg. Valtteri Bottas az utolsó helyről, körhátrányból ért vissza a második helyre, harmadik helyen pedig Lance Stroll ért célba, minden idők második legfiatalabb dobogósaként.
A futam előtt Sebastian Vettel állt a bajnokság élén 12 ponttal Lewis Hamilton előtt, a konstruktőrök között a Mercedes előnye mindössze 8 pontos volt.
A futamot élőben közvetítette az M4 Sport, illetve 2020. június 7-én teljes hosszában megismételte.

## Választható keverékek
| Abroncs            | Friss | Használt |
| ------------------ | ----- | -------- |
| Közepes keverék    |       |          |
| Lágy keverék       |       |          |
| Szuperlágy keverék |       |          |
| Átmeneti esőgumi   |       |          |
| Teljes esőgumi     |       |          |

## Szabadedzések

### Első szabadedzés
Az azeri nagydíj első szabadedzését június 23-án, pénteken délelőtt tartották. Max Verstappen volt a leggyorsabb.
| helyezés | versenyző         | csapat/motor         | elért idő | különbség | futott kör |
| -------- | ----------------- | -------------------- | --------- | --------- | ---------- |
| 1        | Max Verstappen    | Red Bull-TAG Heuer   | 1:44,410  | −         | 19         |
| 2        | Daniel Ricciardo  | Red Bull-TAG Heuer   | 1:44,880  | +0,470    | 22         |
| 3        | Sebastian Vettel  | Ferrari              | 1:44,967  | +0,557    | 20         |
| 4        | Sergio Pérez      | Force India-Mercedes | 1:45,398  | +0,988    | 16         |
| 5        | Lewis Hamilton    | Mercedes             | 1:45,497  | +1,087    | 16         |
| 6        | Valtteri Bottas   | Mercedes             | 1:45,737  | +1,327    | 19         |
| 7        | Esteban Ocon      | Force India-Mercedes | 1:45,752  | +1,342    | 24         |
| 8        | Felipe Massa      | Williams-Mercedes    | 1:45,968  | +1,558    | 25         |
| 9        | Kimi Räikkönen    | Ferrari              | 1:46,000  | +1,590    | 18         |
| 10       | Danyiil Kvjat     | Toro Rosso-Renault   | 1:46,617  | +2,207    | 11         |
| 11       | Lance Stroll      | Williams-Mercedes    | 1:46,649  | +2,239    | 28         |
| 12       | Kevin Magnussen   | Haas-Ferrari         | 1:46,721  | +2,311    | 23         |
| 13       | Romain Grosjean   | Haas-Ferrari         | 1:46,837  | +2,427    | 22         |
| 14       | Nico Hülkenberg   | Renault              | 1:47,217  | +2,807    | 21         |
| 15       | Stoffel Vandoorne | McLaren-Honda        | 1:47,446  | +3,036    | 22         |
| 16       | Carlos Sainz Jr.  | Toro Rosso-Renault   | 1:47,501  | +3,091    | 13         |
| 17       | Fernando Alonso   | McLaren-Honda        | 1:47,551  | +3,141    | 20         |
| 18       | Jolyon Palmer     | Renault              | 1:48,525  | +4,115    | 15         |
| 19       | Pascal Wehrlein   | Sauber-Ferrari       | 1:49,048  | +4,638    | 19         |
| 20       | Marcus Ericsson   | Sauber-Ferrari       | 1:49,937  | +5,527    | 21         |

### Második szabadedzés
Az azeri nagydíj második szabadedzését június 23-án, pénteken délután tartották. Ezt is Max Verstappen nyerte, még úgy is, hogy a szabadedzés vége felé összetörte autóját az 1-es kanyarban.
| helyezés | versenyző         | csapat/motor         | elért idő | különbség | futott kör |
| -------- | ----------------- | -------------------- | --------- | --------- | ---------- |
| 1        | Max Verstappen    | Red Bull-TAG Heuer   | 1:43,362  | −         | 36         |
| 2        | Valtteri Bottas   | Mercedes             | 1:43,462  | +0,100    | 32         |
| 3        | Daniel Ricciardo  | Red Bull-TAG Heuer   | 1:43,473  | +0,111    | 34         |
| 4        | Kimi Räikkönen    | Ferrari              | 1:43,489  | +0,127    | 35         |
| 5        | Sebastian Vettel  | Ferrari              | 1:43,615  | +0,253    | 35         |
| 6        | Lance Stroll      | Williams-Mercedes    | 1:44,113  | +0,751    | 27         |
| 7        | Sergio Pérez      | Force India-Mercedes | 1:44,306  | +0,944    | 34         |
| 8        | Danyiil Kvjat     | Toro Rosso-Renault   | 1:44,321  | +0,959    | 27         |
| 9        | Esteban Ocon      | Force India-Mercedes | 1:44,484  | +1,122    | 37         |
| 10       | Lewis Hamilton    | Mercedes             | 1:44,525  | +1,163    | 23         |
| 11       | Felipe Massa      | Williams-Mercedes    | 1:44,609  | +1,247    | 33         |
| 12       | Fernando Alonso   | McLaren-Honda        | 1:45,515  | +2,153    | 15         |
| 13       | Carlos Sainz Jr.  | Toro Rosso-Renault   | 1:45,733  | +2,371    | 34         |
| 14       | Kevin Magnussen   | Haas-Ferrari         | 1:45,831  | +2,469    | 33         |
| 15       | Nico Hülkenberg   | Renault              | 1:46,003  | +2,641    | 29         |
| 16       | Jolyon Palmer     | Renault              | 1:46,061  | +2,699    | 17         |
| 17       | Stoffel Vandoorne | McLaren-Honda        | 1:46,174  | +2,812    | 28         |
| 18       | Pascal Wehrlein   | Sauber-Ferrari       | 1:47,150  | +3,788    | 25         |
| 19       | Marcus Ericsson   | Sauber-Ferrari       | 1:47,347  | +3,985    | 25         |
| 20       | Romain Grosjean   | Haas-Ferrari         | 1:47,722  | +4,360    | 22         |

### Harmadik szabadedzés
Az azeri nagydíj harmadik szabadedzését június 23-án, szombaton délelőtt tartották. Ezt Valtteri Bottas nyerte, a szabadedzések legjobb időeredményével.
| helyezés | versenyző         | csapat/motor         | elért idő | különbség | futott kör |
| -------- | ----------------- | -------------------- | --------- | --------- | ---------- |
| 1        | Valtteri Bottas   | Mercedes             | 1:42,742  | −         | 21         |
| 2        | Kimi Räikkönen    | Ferrari              | 1:42,837  | +0,095    | 14         |
| 3        | Lewis Hamilton    | Mercedes             | 1:43,158  | +0,416    | 23         |
| 4        | Daniel Ricciardo  | Red Bull-TAG Heuer   | 1:43,287  | +0,545    | 24         |
| 5        | Esteban Ocon      | Force India-Mercedes | 1:43,344  | +0,602    | 21         |
| 6        | Max Verstappen    | Red Bull-TAG Heuer   | 1:43,614  | +0,872    | 16         |
| 7        | Felipe Massa      | Williams-Mercedes    | 1:43,738  | +0,996    | 18         |
| 8        | Danyiil Kvjat     | Toro Rosso-Renault   | 1:43,908  | +1,166    | 21         |
| 9        | Lance Stroll      | Williams-Mercedes    | 1:44,040  | +1,298    | 17         |
| 10       | Sergio Pérez      | Force India-Mercedes | 1:44,138  | +1,396    | 22         |
| 11       | Nico Hülkenberg   | Renault              | 1:44,312  | +1,570    | 16         |
| 12       | Sebastian Vettel  | Ferrari              | 1:44,344  | +1,602    | 7          |
| 13       | Carlos Sainz Jr.  | Toro Rosso-Renault   | 1:44,401  | +1,659    | 23         |
| 14       | Fernando Alonso   | McLaren-Honda        | 1:44,741  | +1,999    | 18         |
| 15       | Kevin Magnussen   | Haas-Ferrari         | 1:44,926  | +2,184    | 20         |
| 16       | Stoffel Vandoorne | McLaren-Honda        | 1:45,143  | +2,401    | 17         |
| 17       | Romain Grosjean   | Haas-Ferrari         | 1:45,491  | +2,749    | 20         |
| 18       | Marcus Ericsson   | Sauber-Ferrari       | 1:45,645  | +2,903    | 21         |
| 19       | Pascal Wehrlein   | Sauber-Ferrari       | 1:45,722  | +2,980    | 19         |
| 20       | Jolyon Palmer     | Renault              | 1:53,040  | +10,298   | 4          |

## Időmérő edzés
Az azeri nagydíj időmérő edzését június 24-én, szombaton futották.
| helyezés              | rajtszám | versenyző         | csapat/motor         | 1. rész    | 2. rész  | 3. rész  | rajthely | futott kör |
| --------------------- | -------- | ----------------- | -------------------- | ---------- | -------- | -------- | -------- | ---------- |
| 1                     | 44       | Lewis Hamilton    | Mercedes             | 1:41,983   | 1:41,275 | 1:40,593 | 1        | 20         |
| 2                     | 77       | Valtteri Bottas   | Mercedes             | 1:43,026   | 1:41,502 | 1:41,027 | 2        | 23         |
| 3                     | 7        | Kimi Räikkönen    | Ferrari              | 1:42,678   | 1:42,090 | 1:41,693 | 3        | 23         |
| 4                     | 5        | Sebastian Vettel  | Ferrari              | 1:42,952   | 1:41,911 | 1:41,841 | 4        | 23         |
| 5                     | 33       | Max Verstappen    | Red Bull-TAG Heuer   | 1:42,544   | 1:41,961 | 1:41,879 | 5        | 22         |
| 6                     | 11       | Sergio Pérez      | Force India-Mercedes | 1:43,162   | 1:42,467 | 1:42,111 | 6        | 21         |
| 7                     | 31       | Esteban Ocon      | Force India-Mercedes | 1:43,051   | 1:42,751 | 1:42,186 | 7        | 21         |
| 8                     | 18       | Lance Stroll      | Williams-Mercedes    | 1:43,613   | 1:42,284 | 1:42,753 | 8        | 21         |
| 9                     | 19       | Felipe Massa      | Williams-Mercedes    | 1:43,165   | 1:42,735 | 1:42,798 | 9        | 22         |
| 10                    | 3        | Daniel Ricciardo  | Red Bull-TAG Heuer   | 1:42,857   | 1:42,215 | 1:43,414 | 10       | 20         |
| 11                    | 26       | Danyiil Kvjat     | Toro Rosso-Renault   | 1:42,927   | 1:43,186 |          | 11       | 19         |
| 12                    | 55       | Carlos Sainz Jr.  | Toro Rosso-Renault   | 1:43,489   | 1:43,347 |          | 15[1]    | 20         |
| 13                    | 20       | Kevin Magnussen   | Haas-Ferrari         | 1:44,029   | 1:43,796 |          | 12       | 18         |
| 14                    | 27       | Nico Hülkenberg   | Renault              | 1:43,930   | 1:44,267 |          | 13       | 12         |
| 15                    | 94       | Pascal Wehrlein   | Sauber-Ferrari       | 1:44,317   | 1:44,603 |          | 14       | 18         |
| 16                    | 14       | Fernando Alonso   | McLaren-Honda        | 1:44,334   |          |          | 19[2]    | 9          |
| 17                    | 8        | Romain Grosjean   | Haas-Ferrari         | 1:44,468   |          |          | 16       | 10         |
| 18                    | 9        | Marcus Ericsson   | Sauber-Ferrari       | 1:44,795   |          |          | 17       | 10         |
| 19                    | 2        | Stoffel Vandoorne | McLaren-Honda        | 1:45,030   |          |          | 18[3]    | 8          |
| 107%-os idő: 1:49,121 |          |                   |                      |            |          |          |          |            |
| NK                    | 30       | Jolyon Palmer     | Renault              | idő nélkül |          |          | 20[4]    | 0          |

Megjegyzés:
- ↑ 1:  — Carlos Sainz Jr. az előző, kanadai nagydíjon okozott balesetéért 3 rajthelyes büntetést kapott erre a futamra.[4]
- ↑ 2:  — Fernando Alonso autójában több erőforráselemet is cserélni kellett, ezért összesen 40 rajthelyes büntetést kapott.[5]
- ↑ 3:  — Stoffel Vandoorne autójában több erőforráselemet és sebességváltót is cserélni kellett, ezért összesen 35 rajthelyes büntetést kapott.[6]
- ↑ 4:  — Jolyon Palmer autója kigyulladt a harmadik szabadedzésen, emiatt nem tudott részt venni az időmérő edzésen, de megkapta a rajtengedélyt.[6]

## Futam
Az azeri nagydíj futama június 25-én, vasárnap rajtolt.
Hamilton indult az élről, mögötte Bottas, Raikkönen és Vettel jöttek. Danyiil Kvjat az első kanyarban kicsúszott, csapattársa, Carlos Sainz Jr. pedig, hogy elkerülje a vele való ütközést, manőverezése közben megpördült. A harmadik kanyarban Bottas és Raikkönen összeütköztek, Bottas defektet kapott a jobb első gumiján. Vettel így megszerezte a második helyet, mögötte Sergio Pérez és Max Verstappen haladt.A boxutcában várakoznia kellett, emiatt azonnal egy kör hátrányba került.
Ricciardo a 6. körben kiállt a boxba, hogy eltávolítsák a fékjeire ragadt törmeléket, és ezután a 17. helyre jött vissza. Csapattársa, Verstappen, motorhiba miatt a 12. körben kiesett, hat verseny alatt ez volt a negyedik műszaki hiba miatti kiesése. Nem sokkal korábban Kvjat Toro Rossója is megállt a pályán, és így már ki kellett küldeniük a biztonsági autót. Bottas ezt kihasználva visszavette a körét. A 17 körben kiállt a biztonsági autó, de egy körrel később már vissza is kellett jönnie, ugyanis Raikkönen autójáról leszakadó törmelékek borították el a pályát (még a Bottasszal való balesetéből maradva).
Mindkét biztonsági autós fázis alatt az élen haladó Hamilton folyamatosan panaszkodott, hogy a safety car túl lassú. A 19. körben tisztázatlan okok miatt a safety car mögött haladó Hamiltonba hátulról beleütközött Vettel, amitől megsérült az első szárnya és Hamilton hátsó diffúzora. A dühös Vettel Hamilton mellé autózott, hogy számonkérje, ugyanis úgy vélte, hogy direkt fékezett le előtte, és rárántotta a kormányt. A versenyfelügyelők is vizsgálni kezdték az esetet, és megállapították, ami a TV-kamerák képein is látható volt, hogy Hamilton nem fékezett az első incidens előtt. A verseny a 20. körben folytatódott, amikor Felipe Massa megtámadta Vettelt, de nem sokkal később Pérez és csapattársa, Esteban Ocon összeütköztek. Ocon defektet kapott és visszaesett a mezőnyben, Pérez autója pedig annyira megsérült, hogy ki kellett állnia a boxba és kiesett. Raikkönen a törmelékeken defektet kapott, emiatt úgy megsérült a padlólemeze és a hátsó szárnya is, hogy ő is kiállt. A 22. körben így ismét kiállt a biztonsági autó, de miután Fernando Alonso a rádión arra panaszkodott, hogy piros zászlóval le kellene inteni a futamot, így is tettek, hogy a törmelékeket össze tudják szedni.

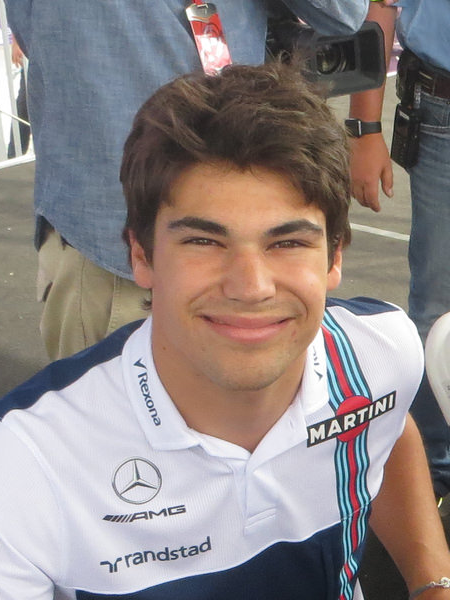
Lance Stroll, minden idők második legfiatalabb dobogósaként

A 20 percig tartó leállás során lecserélték Ocon kerekeit, Vettel pedig új első szárnyat kapott. A Mercedes is megjavította Hamilton hátsó diffúzorát, amelyen csak kisebb sérülések voltak. Raikkönen és Pérez autóját is megjavították annyira, hogy bár egy kör hátrányban, de visszatérhessenek a versenybe. A futamot a biztonsági autó mögül indították újra, az első kanyarban Ricciardo megelőzte mindkét Williamst, és a harmadik helyre jött fel. A jó helyen haladó Massának az erős vibráció miatt fel kellett adnia a versenyt. Kevin Magnussen és Nico Hülkenberg kihasználták a helyzetet és előkelő pozíciókban autóztak. Hülkenberg azonban nem sokkal később nekikoccant a falnak, ami miatt úgy megsérült a felfüggesztése, hogy ő is kiesett.
A 29. körben Hamilton, Vettel, Ricciardo és Lance Stroll volt az élen az állás. Ekkor azonban Hamilton fejtámasza váratlanul elkezdett lötyögni. Megpróbálta kézzel a helyére igazítani, sikertelenül, ezért a 31. körben a versenybírák kötelezték rá, hogy álljon ki és javítsák meg. Szinte ugyanekkor a versenybírák ítéletet hoztak a korábbi incidenssel kapcsolatban, és 10 másodperces stop and go büntetéssel sújtották Vettelt. Ezt két körrel később töltötte le, és a 7. helyre jött vissza, épp a nagy forgalom miatt beszorult Hamilton elé. Az élre így Ricciardo került, mögötte Stroll és Magnussen haladtak. Ocon, Bottas, Vettel és Hamilton az élen haladókat üldözőbe vették, és Alonsót, valamint Magnussent könnyen le is előzték. Bottas megelőzte Ocont, így már dobogós helyen autózott, pedig a verseny elején még körhátrányban volt. Raikkönen és Pérez mindketten büntetést kaptak azért, mert a piros zászlós fázis alatt javították meg az autójukat, így mindkét versenyző inkább kiállt.
Eközben Strollon, aki a második helyen volt, egyre nagyobb lett a nyomás. A Williams versenyzője, aki élete mindössze nyolcadik versenyén autózott dobogós helyen 12 másodperces előnyben volt, de ez folyamatosan olvadozott, ráadásul Vettel és Hamilton is egyre közeledtek. Hamilton azt kérte a csapattól, hogy utasítsák Bottast arra, hogy lassítson és tartsa fel Vettelt, hogy megelőzhesse őt, de a csapat elutasította ezt, ugyanis Bottas a második helyért harcolt. A két Sauber, Pascal Wehrlein és Marcus Ericsson összekoccantak, ahogy a 10. helyért harcoltak egymással, de végül komolyabb esemény nélkül megúszták.
Ricciardo győzelmével megszerezte a Red Bull első győzelmét 2017-ben. Bottas a célegyenesben az utolsó néhány méteren megelőzte Strollt, így mindössze 0.1 másodperces előnnyel lett második, Stroll pedig harmadik. Vettel negyedik lett, Hamilton ötödik, Ocon hatodik, Magnussen hetedik, Sainz nyolcadik, Alonso kilencedik (ezek volt a McLaren első pontjai az évben, megszakítva egy negatív sorozatot), Wehrlein pedig tizedik. A befutó különlegessége, hogy a Renault csapatát kivéve valamennyi csapat pontot szerzett. Vettel előnyét 14 pontra növelte, de a Mercedes is 24 pontra.
| helyezés | rajtszám | versenyző         | csapat/motor         | futott kör | idő/kiesés oka | rajthely | abroncs | pont |
| -------- | -------- | ----------------- | -------------------- | ---------- | -------------- | -------- | ------- | ---- |
| 1        | 3        | Daniel Ricciardo  | Red Bull-TAG Heuer   | 51         | 2:03:55,573    | 10       |         | 25   |
| 2        | 77       | Valtteri Bottas   | Mercedes             | 51         | +3,904         | 2        |         | 18   |
| 3        | 18       | Lance Stroll      | Williams-Mercedes    | 51         | +4,009         | 8        |         | 15   |
| 4        | 5        | Sebastian Vettel  | Ferrari              | 51         | +5,976         | 4        |         | 12   |
| 5        | 44       | Lewis Hamilton    | Mercedes             | 51         | +6,188         | 1        |         | 10   |
| 6        | 31       | Esteban Ocon      | Force India-Mercedes | 51         | +30,298        | 7        |         | 8    |
| 7        | 20       | Kevin Magnussen   | Haas-Ferrari         | 51         | +41,753        | 12       |         | 6    |
| 8        | 55       | Carlos Sainz Jr.  | Toro Rosso-Renault   | 51         | +49,400        | 15       |         | 4    |
| 9        | 14       | Fernando Alonso   | McLaren-Honda        | 51         | +59,551        | 19       |         | 2    |
| 10       | 94       | Pascal Wehrlein   | Sauber-Ferrari       | 51         | +1:29,093      | 14       |         | 1    |
| 11       | 9        | Marcus Ericsson   | Sauber-Ferrari       | 51         | +1:31,794      | 17       |         |      |
| 12       | 2        | Stoffel Vandoorne | McLaren-Honda        | 51         | +1:32,160      | 18       |         |      |
| 13       | 8        | Romain Grosjean   | Haas-Ferrari         | 50         | +1 kör         | 16       |         |      |
| 14[1]    | 7        | Kimi Räikkönen    | Ferrari              | 46         | víznyomás      | 3        |         |      |
| ki       | 11       | Sergio Pérez      | Force India-Mercedes | 39         | kormány        | 6        |         |      |
| ki       | 19       | Felipe Massa      | Williams-Mercedes    | 25         | felfüggesztés  | 9        |         |      |
| ki       | 27       | Nico Hülkenberg   | Renault              | 24         | baleset        | 13       |         |      |
| ki       | 33       | Max Verstappen    | Red Bull-TAG Heuer   | 12         | olajnyomás     | 5        |         |      |
| ki       | 26       | Danyiil Kvjat     | Toro Rosso-Renault   | 9          | elektronika    | 11       |         |      |
| ki       | 30       | Jolyon Palmer     | Renault              | 7          | erőforrás      | 20       |         |      |

Megjegyzés:
- ↑ 1:  — Kimi Räikkönen nem fejezte be a versenyt, de helyezését értékelték, mert a versenytáv több, mint 90%-át teljesítette.

## A világbajnokság állása a verseny után
| H   | Versenyzők       | Pont | H   | Konstruktőrök        | Pont |
| --- | ---------------- | ---- | --- | -------------------- | ---- |
| 1.  | Sebastian Vettel | 153  | 1.  | Mercedes             | 250  |
| 2.  | Lewis Hamilton   | 139  | 2.  | Ferrari              | 226  |
| 3.  | Valtteri Bottas  | 111  | 3.  | Red Bull-TAG Heuer   | 137  |
| 4.  | Daniel Ricciardo | 92   | 4.  | Force India-Mercedes | 79   |
| 5.  | Kimi Räikkönen   | 73   | 5.  | Williams-Mercedes    | 37   |
| 6.  | Max Verstappen   | 45   | 6.  | Toro Rosso-Renault   | 33   |
| 7.  | Sergio Pérez     | 44   | 7.  | Haas-Ferrari         | 21   |
| 8.  | Esteban Ocon     | 35   | 8.  | Renault              | 18   |
| 9.  | Carlos Sainz Jr. | 29   | 9.  | Sauber-Ferrari       | 5    |
| 10. | Felipe Massa     | 20   | 10. | McLaren-Honda        | 2    |

(A teljes táblázat)

## Statisztikák
- Vezető helyen:
  - Lewis Hamilton: 30 kör (1-30)
  - Sebastian Vettel: 3 kör (31-33)
  - Daniel Ricciardo: 18 kör (34-51)
- Lewis Hamilton 66. pole-pozíciója.
- Sebastian Vettel 29. versenyben futott leggyorsabb köre.
- Daniel Ricciardo 5. futamgyőzelme.
- A Red Bull 53. futamgyőzelme.
- Daniel Ricciardo 22., Valtteri Bottas 14., Lance Stroll 1. dobogós helyezése.
- Lance Stroll a legfiatalabb versenyző lett, aki debütáló évében dobogóra állhatott.[8]

## Fordítás
- Ez a szócikk részben vagy egészben  a(z)   2017 Azerbaijan Grand Prix című angol Wikipédia-szócikk ezen változatának fordításán alapul.  Az eredeti cikk szerkesztőit annak laptörténete sorolja fel. Ez a jelzés csupán a megfogalmazás eredetét és a szerzői jogokat jelzi, nem szolgál a cikkben szereplő információk forrásmegjelöléseként.